# Nickeldisilicid
Nickeldisilicid ist eine anorganische chemische Verbindung des Nickels aus der Gruppe der Silicide.

## Gewinnung und Darstellung
Nickeldisilicid kann durch Reaktion von Nickel mit Silicium bei 750 °C gewonnen werden.
{\displaystyle \mathrm {Ni+2\ Si\longrightarrow NiSi_{2}} }

## Eigenschaften
Nickeldisilicid ist graublauer Feststoff. Er ist ein Halbleiter und besitzt eine Kristallstruktur vom Fluorittyp mit der Raumgruppe Fm3m (Raumgruppen-Nr. 225). Die Verbindung hat einen Widerstand von etwa 34 bis 50 µΩ/cm.

## Verwendung

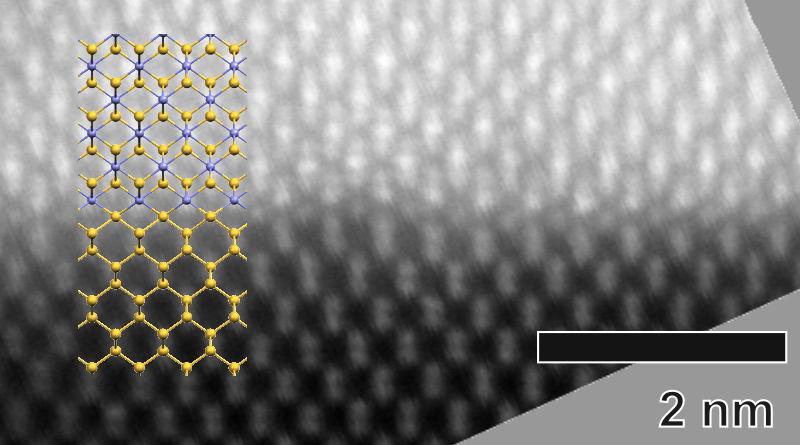
HAADF-Abbildung der Grenzfläche zwischen Silicium (unten) und epitaktischem Nickeldisilicid (oben).

Nickeldisilicid wird als Kontaktmaterial in der Halbleiterindustrie verwendet. Die Gitterabstände der Verbindung ist nur 0,4 % kleiner als die von Silicium.

## Verwandte Verbindungen
Neben Nickeldisilicid sind mit Ni3Si, Ni31Si12, Ni3Si2, Nickelmonosilicid (NiSi) und Dinickelsilicid (Ni2Si) mindestens fünf weitere bei Raumtemperatur stabile Nickelsilicide bekannt. Das Phasendiagramm zeigt insgesamt elf Nickelsilicide.